# Piazza Carlo Alberto (Catania)

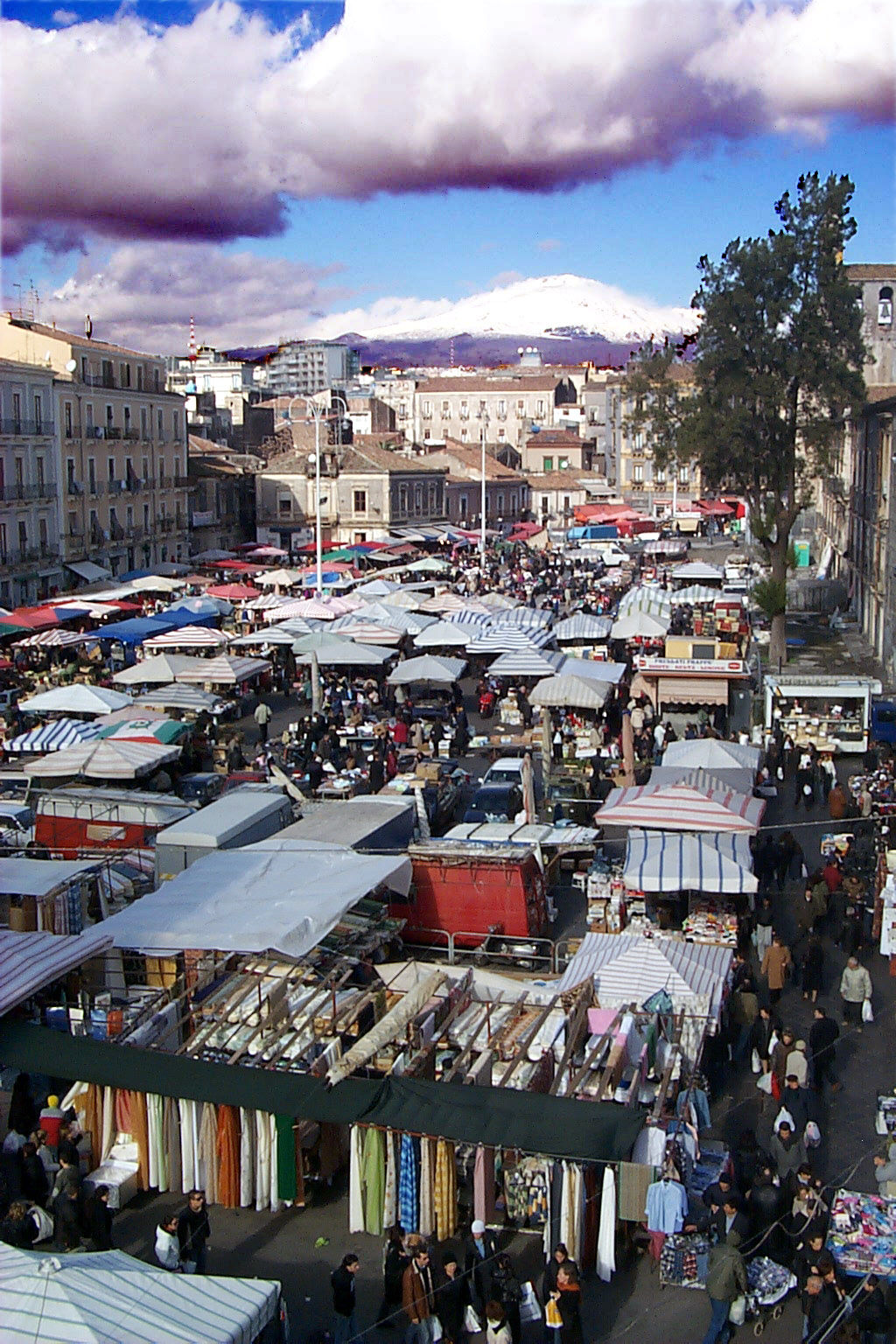
Piazza Carlo Alberto in Catania, Italië

De Piazza Carlo Alberto is een plein in het centrum van Catania, op het Italiaanse eiland Sicilië. In de volksmond wordt dit plein van oudsher de Piano del Carmine genoemd. De officiële naam verwijst naar koning Karel Albert van Sardinië.
Het plein is gekend voor een van de oudste markten die er in Catania gehouden worden. De markt gaat er meerdere keren per week door, soms dagelijks. De naam van de markt is in het Siciliaans Fera ‘o Luni. 
Aan het plein staan twee kerken. Aan de oostzijde, richting haven, is de Santuario della Madonna del Carmine en aan de zuidkant staat de San Gaetano alle Grotte. Deze laatste kerk is gebouwd op een grot in de lava waar christenen in de Romeinse Tijd begraven werden. Het is een karmelietenkerk die de bijnaam Carmine aan het plein gaf.